# Vela (sistema di propulsione)

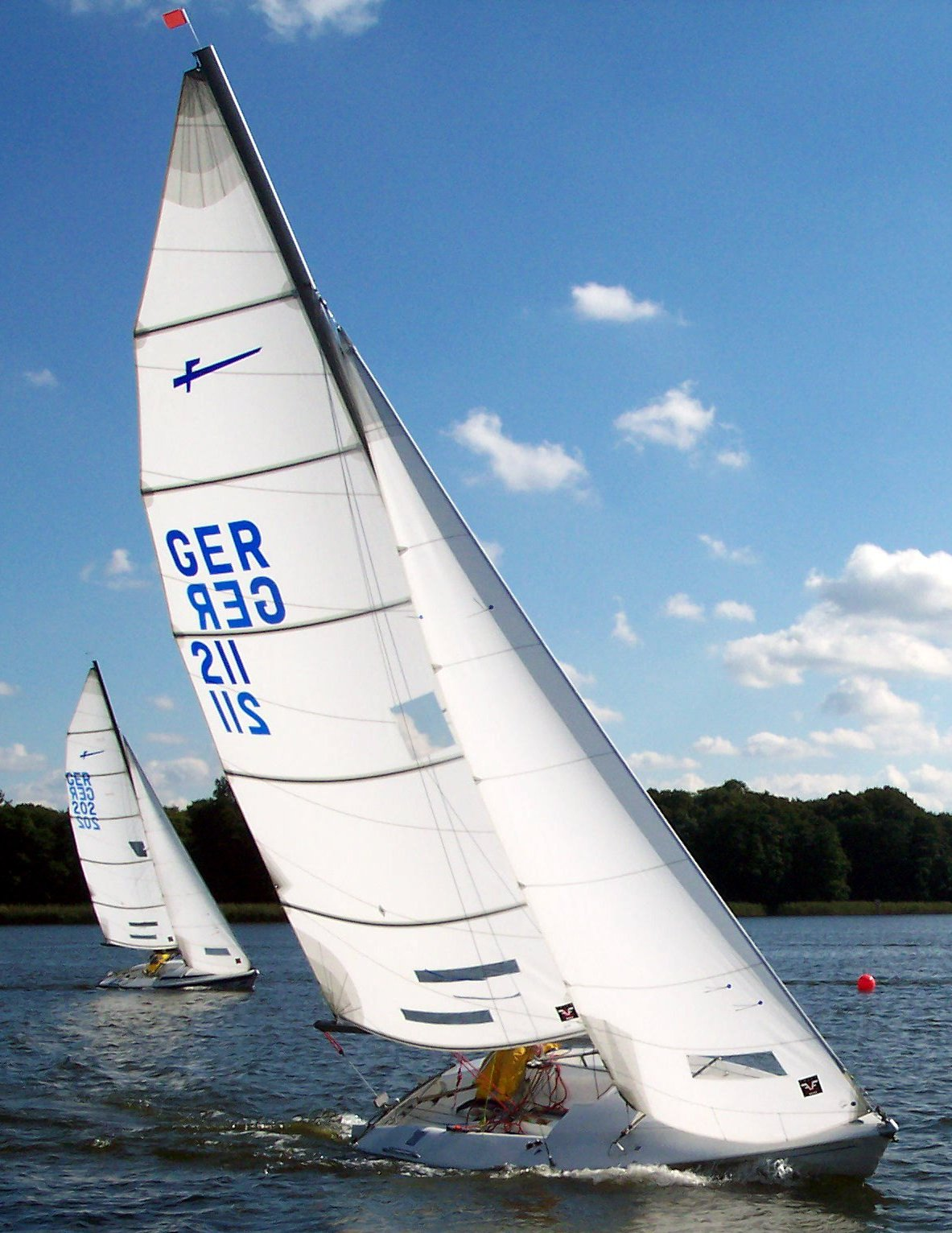
Esempio di moderna imbarcazione a vela (Fighter)

La vela è una superficie di tela o di altro materiale che, utilizzando l'energia cinetica del vento, genera la propulsione necessaria al movimento. 
La vela è sempre stata usata in nautica come sistema di propulsione in acqua di navi ed imbarcazioni. In tempi recenti e a fini commerciali, la vela è stata sostituita da altri sistemi di propulsione, come i motori a combustione interna. L'uso della vela continua ad essere vivo a fini sportivi e ricreativi, estendendosi anche ad altre tipologie di mezzi e sistemi di trasporto, fra cui aeromobili (deltaplano, aliante, parapendio), slitte e sci, surf, quadricicli, barche a vela.

## Storia

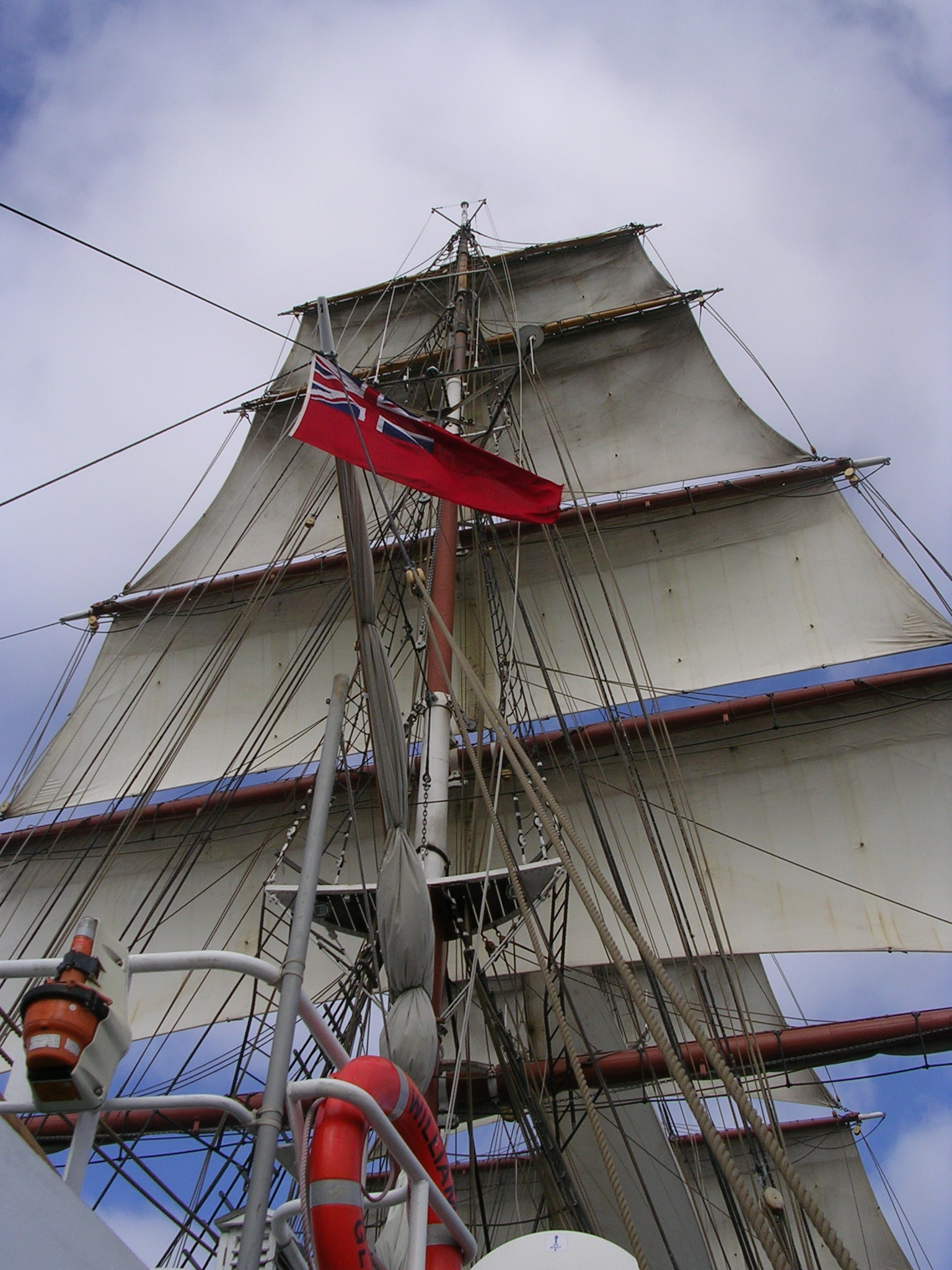
Nave a vele quadre

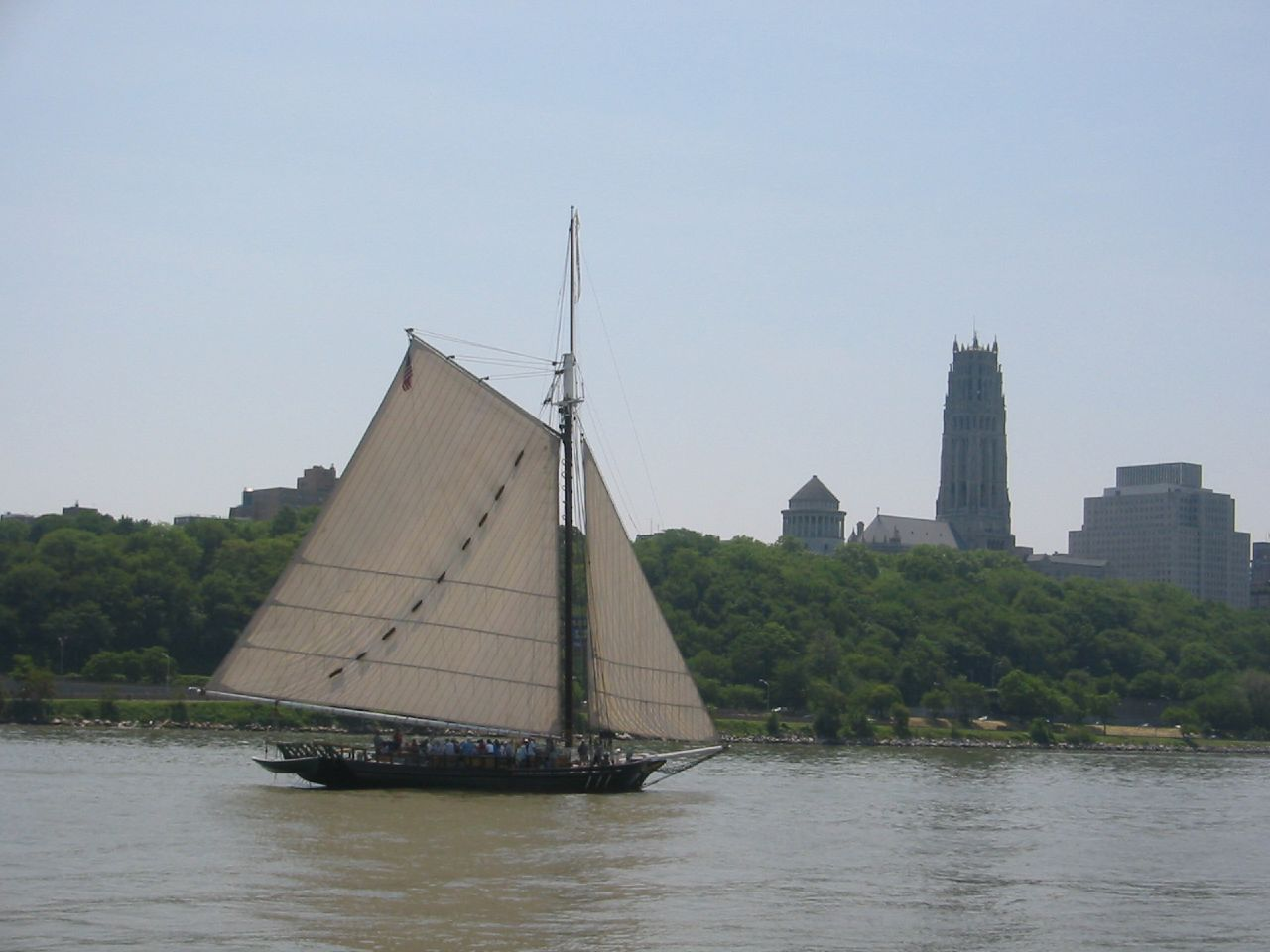
Imbarcazione Clearwater con vela aurica

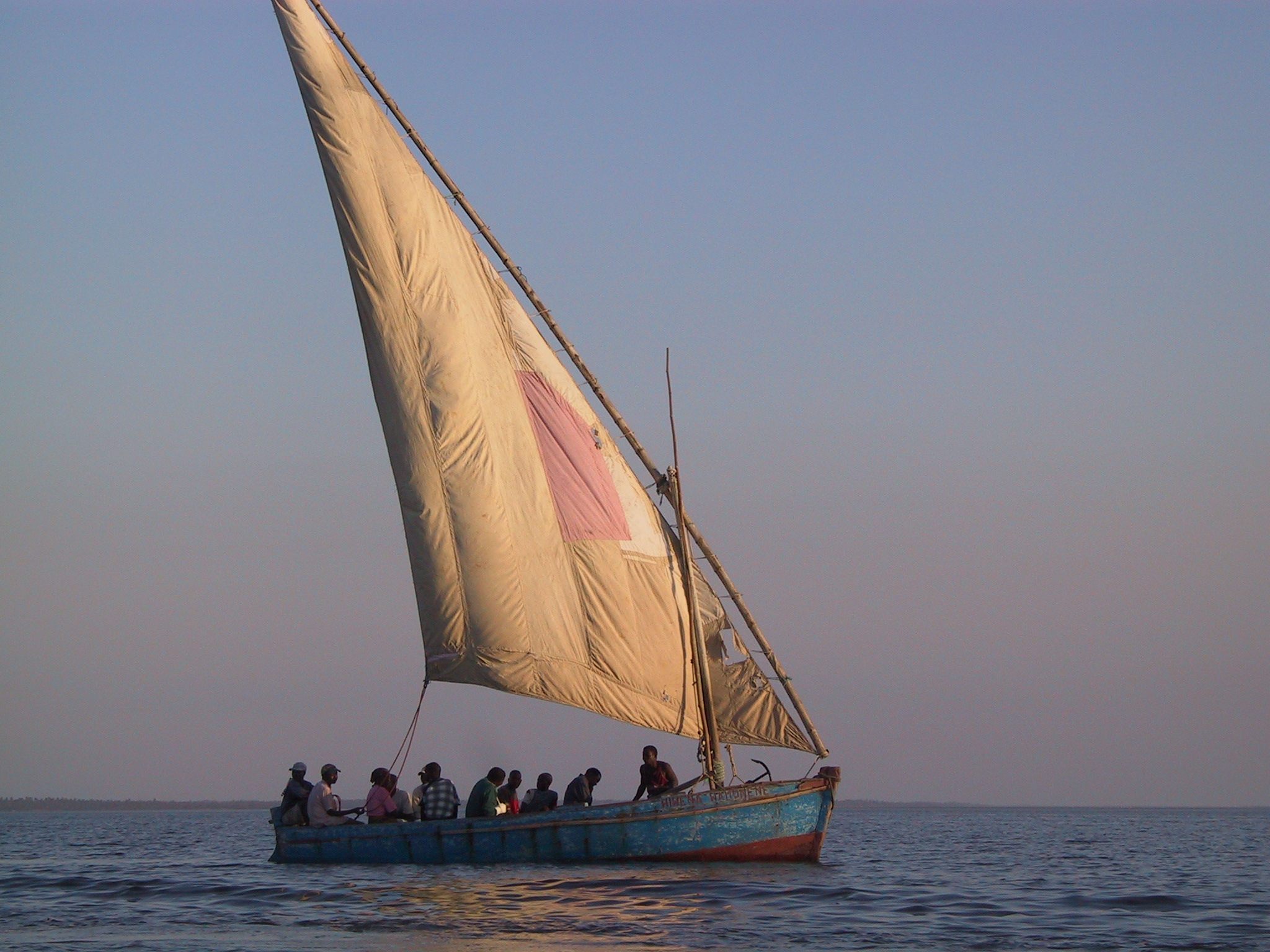
Imbarcazione tradizionale del Mozambico a vela latina

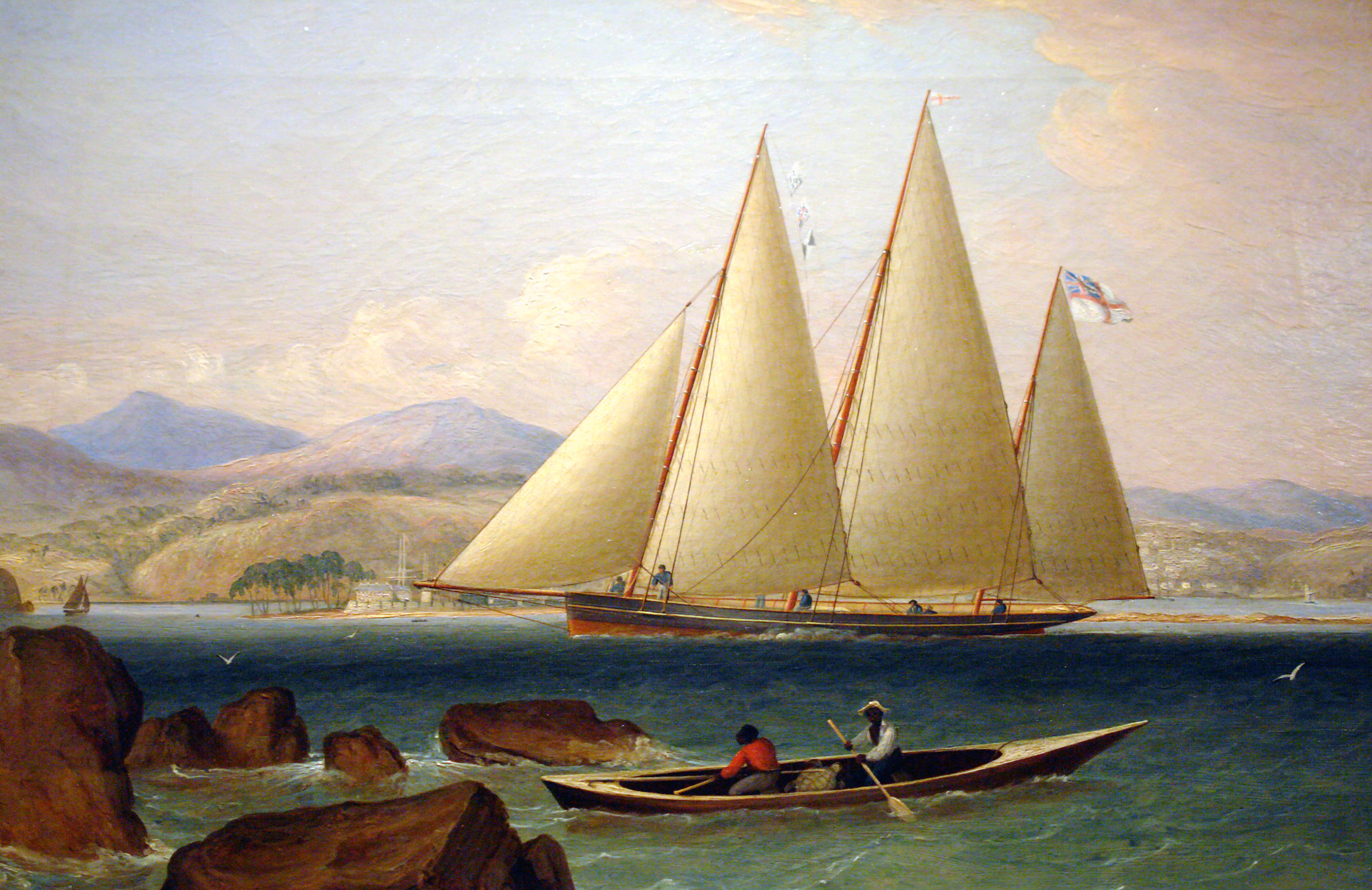
Nave del XVIII secolo con vela bermudiana

La vela costituisce uno dei più antichi sistemi di propulsione noti ed utilizzati dall'uomo (si hanno indicazioni di imbarcazioni a vela risalenti a circa 6000 a.C.). Della vela hanno fatto uso gli egizi nel 4000 a.C. per le loro imbarcazioni di canne di papiro. Greci, Romani, Fenici ed Arabi fecero uso di vele per dominare le rotte dei mari. Le imbarcazioni tradizionali a vela lungo le coste del Vietnam sono fondamentalmente quelle inventate dai cinesi nel 3000 a.C.
Le imbarcazioni in uso fin dall'età antica sono quelle a vele quadre, montate su pennoni perpendicolari all'asse longitudinale della nave, incapaci di risalire il vento. Esse hanno dominato l'antico Mediterraneo (mentre erano state nel contempo inventate indipendentemente in Cina ed Ecuador) e si sono poi diffuse nel Nord Europa. Benché le vele triangolari fossero già diffuse nelle più moderne imbarcazioni, le vele quadre hanno continuato ad armare le navi per tutto il periodo d'oro della navigazione a vela (XVI-XIX secolo) e fino ai nostri giorni. Le più moderne vele triangolari latine sono apparse nel IX secolo per poi diffondersi in tutto il Mediterraneo (probabilmente d'ispirazione araba) e, indipendentemente, nell'Oceano Indiano e nell'Oceano Pacifico (a partire dalle vele a V); esse continuano tutt'oggi ad essere usate in tutto il mondo. Tra il XVI e il XIX secolo, altre vele con migliori capacità di risalire il vento sono state sviluppate in Europa, come la vela aurica, la vela di straglio e le moderne forme di fiocco e randa.
Nel 1870 i vapori circolanti superano i velieri per numero. Nel 1875 solo tre paesi, Canada, Norvegia, e Italia costruivano ancora navi a vela. Il colpo di grazia arrivò dall'apertura del canale di Suez, intransitabile per le navi a vela.

## Descrizione e funzionamento
Il suo funzionamento si basa sull'interazione fra il vento (e la sua direzione) e uno o più elementi fissi o mobili presenti sul mezzo di trasporto che fa uso di tale sistema di propulsione. In particolare, è identico a quello di un'ala orientata verticalmente, che genera portanza tramite le forze aerodinamiche indotte dal vento che agiscono su di essa. La forza esercitata dal vento è detta spinta velica la cui componente ortogonale alla direzione del vento (più propriamente del vento apparente) è detta portanza, mentre la resistenza è parallela al vento (come per qualsiasi profilo alare). Alla vela è conferita una forma concava, tale che sia minimo l'angolo iniziale di incidenza della vela col vento.
La forza di spinta velica può decomporsi in due forze in due diverse direzioni: una in direzione del moto della barca e una ortogonale a tale moto. La prima componente è detta forza propulsiva e rappresenta la forza utile che spinge avanti l'imbarcazione. La seconda, detta forza di scarroccio, causa lo spostamento laterale (lo scarroccio, appunto) dell'imbarcazione e lo sbandamento dello scafo.
Nelle imbarcazioni a vela una chiglia spiccatamente a V o una [deriva(scafo)] vengono usate per contrastare la componente laterale di questa spinta, al fine di sfruttarne solo la componente propulsiva atta a spostare in avanti della barca.
La forma della vela influenza la spinta; variazione nella forma della vela possono essere ottenute agendo sulle manovre (regolazioni) di un'imbarcazione e vengono indicate con gli aggettivi magro e grasso, indicando nell'ordine una vela con minore o maggiore curvatura e quindi minore o maggior portanza a parità di incidenza.
Lo scarroccio (da distinguere dallo spostamento dovuto invece alla corrente) provoca uno scostamento dalla rotta seguita dalla direzione della prua, scostamento che comporta un angolo di incidenza positivo sulla superficie di deriva che produce a sua volta una forza opposta alla componente laterale della spinta delle vele.

## Elementi principali

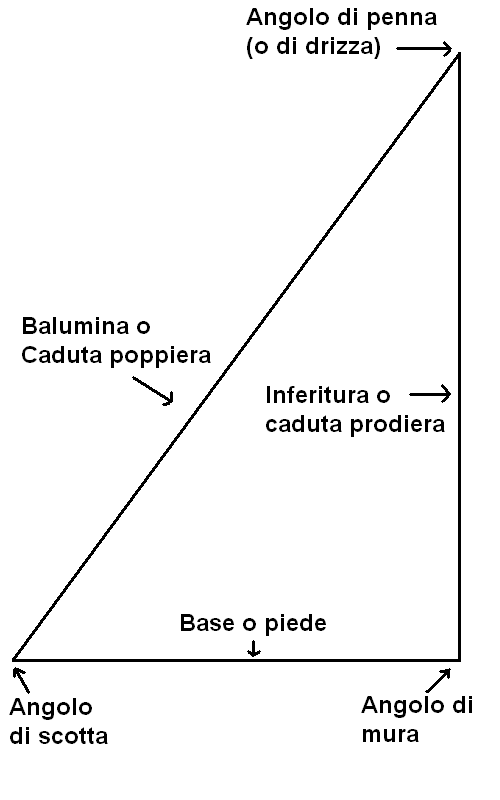
Diagramma che mostra i nomi delle parti di una randa marconi (o randa bermudiana).

La forma delle vele è raramente un triangolo perfetto; nella randa moderna i costruttori di vele aggiungono un arco (detto allunamento) che si estende oltre l'ipotetica linea retta della balumina, al fine di aumentare la superficie della vela in alto dove la pressione del vento è maggiore. Ancor più in questo caso si rende necessaria la presenza delle "stecche" - bacchette rigide usualmente in legno o in vetroresina inserite in apposite tasche cucite sulla vela - per irrigidire detta porzione che differentemente si defletterebbe sotto vento. Quando le stecche si estendono dalla balumina fino all'albero, si parla di vela "full-batten".
In una vela triangolare, il bordo inferiore di una vela è chiamato base o piede della vela, mentre il vertice superiore è noto come angolo di penna o di drizza (la drizza è un cavo metallico o una cima che viene fissato alla penna e serve ad issare la vela). I due angoli inferiori della vela, alle estremità della base, vengono detti angolo di mura e angolo di scotta (la scotta è una cima che serve a regolare la tesatura della vela) o di bugna. L'angolo di mura è ancorato ad un punto fisso della barca, mentre l'angolo di scotta è mobile.
Il lato della vela che va dall'angolo di penna all'angolo di mura viene chiamato inferitura o caduta prodiera, mentre il lato che va dall'angolo di penna all'angolo di scotta è chiamato balumina o caduta poppiera.

## Tipologia
Le vele possono essere classificate dalla loro forma:
- le vele quadre, adatte alle andature portanti ma non idonee per risalire il vento, hanno una forma rettangolare o a trapezio isoscele. Queste vele sono caratteristiche dei grandi velieri e prendono il nome dal pennone al quale sono issate.
- le vele auriche hanno una forma trapezoidale e si stendono a poppa degli alberi, mantenute tese nella parte superiore da un pennone detto picco e nella parte inferiore da un'asta orizzontale, e quindi parallela al ponte, detta boma
- le vele latine mantengono la forma triangolare dei velieri romani e sono mantenute tese da un'antenna che viene diagonalmente issata sull'albero.
- le vele bermudiane hanno forma triangolare, mantenute tese dall'angolo superiore, inferite lungo un lato all'albero e fissate alla base o al boma. Nelle rande bermudiane di recente generazione, specie in quelle destinate allo sport velico, l'angolo di mura, fra albero e boma, non è fisso ma fa capo ad una manovra corrente che permette la regolazione della tensione della caduta prodiera, in modo da rendere più o meno grassa o magra la randa.

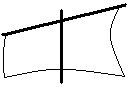
Vela quadra
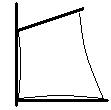
Vela aurica
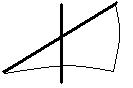
Vela latina
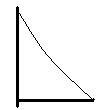
Vela bermudiana

Altre vele triangolari sono:
- i fiocchi, che vengono issati a prua sul bompresso, sugli stralli e sulle draglie di prua. Su un veliero possono essere issati fino a quattro fiocchi di prua.
- le vele di straglio che vengono issate tra un albero e l'altro, scorrendo sugli stragli.

L'attività velica contemporanea si basa quasi esclusivamente su vele di forma triangolare: la randa, derivata dalla randa bermudiana, e il fiocco costituiscono infatti i due principali e fondamentali tipi di vela utilizzati nello sport velico contemporaneo. Esistono però diversi altri tipi di vela, adatti a diverse condizioni di vento e di navigazione, tra i quali, alcuni dei principali sono: 
- Genoa
- Spinnaker
- Gennaker
- MPS (Multi Purpose Sail) a taglio asimmetrico.